# Microgaster tianmushana
Microgaster tianmushana är en stekelart som beskrevs av Xu och He 2001. Microgaster tianmushana ingår i släktet Microgaster och familjen bracksteklar. Inga underarter finns listade i Catalogue of Life.